# Карпас
Карпас или Карпасия (греч. Καρπασία, тур. Karpaz) — полуостров на острове Кипр.
Карпас представляет собой узкую и длинную полосу суши, уходящую в Средиземное море в северо-восточном направлении и заканчивающуюся мысом Апостола Андрея. Находится полуостров восточнее хребта Кирения. Наивысшая точка Карпасии — 364 м.. На северном и южном побережьях полуострова сохранились протяжённые песчаные пляжи, до настоящего времени почти не охваченные туристической инфраструктурой (наиболее известный — пляж «Золотые пески» на южном побережье); с 2000-х годов, однако, началось возведение коттеджных посёлков близ некоторых пляжей (например, около города Бафра).
Основное население — турки-киприоты; на полуострове проживают также курды и греки-киприоты (последние главным образом в Ризокарпасо, крупнейшем населённом пункте полуострова).
Известен полуостров своей одичавшей популяцией ослов, находящейся под угрозой. В защиту этих животных регулярно проводятся кампании, как с греческой, так и с турецкой сторон.
Главная достопримечательность Карпаса — монастырь Апостола Андрея. Это одна из главных святынь Кипрской православной церкви. Однако из-за того, что с 1974 года территория находится под контролем Турецкой Республики Северного Кипра, епископ Карпасский проживает в греческой части острова, а паломники имеют проблемы с посещением. Также на Карпасе сохранились средневековые церкви в византийском стиле. это, в частности, бывшая монастырская церковь Панайя Канакария XII века в деревне Болташлы; церковь Панагия Кира VI-XII веков, в настоящее время заброшенная; руины церкви святого Филона VI—XI веков; руины трёх церквей в Афендрика.